# Авария Boeing 737 в Западной Австралии
Авария Boeing 737 в Западной Австралии — авиационное происшествие, произошедшее 6 февраля 2023 года  с Boeing 737-300 авиакомпании Coulson Avation в национальном парке Фицджералд-Ривер во время тушения пожаров. На борту находилось два члена экипажа (КВС и второй пилот), оба выжили, но получили травмы

## Самолет
27-летний Boeing 737-300 с серийным номером 28035 и бортовым N619SW. Борт был построен в 1995, в том же году был передан в Southwest Airlines. В 2017 был передан в Coulson Aviation. После переоборудования в пожарный самолет возобновил работу в 2022 году.

## Расследование
Расследованием занялось Австралийское бюро безопасности на транспорте. На данный момент расследование не завершено.